# Gustav Berlet
Gustav Berlet (* 15. Juni 1817 in Gotha; † 30. Dezember 1908 ebenda) war ein deutscher Jurist und Politiker.

## Leben
Als Sohn eines Stadtschreibers geboren, studierte Berlet nach dem Besuch des Gymnasiums Ernestinum Rechtswissenschaften in Jena und Göttingen. Während seines Studiums wurde er in Jena 1835 Mitglied der burschenschaftlichen Gesellschaft auf dem Burgkeller. Nach seinem Examen 1839 wurde er nach mehreren Stationen 1844 Ministerialsekretär in Coburg. Als Sekretär begleitete er Herzog Ernst II. von Sachsen-Coburg und Gotha 1849 während des Deutsch-Dänischen Krieges und wurde dann im selben Jahr Regierungsassessor mit Sitz und Stimme in der Landesregierung in Gotha, Abteilung Finanzen. 1853 wurde er in den Landtag des Herzogtums Gotha gewählt und war gleichzeitig Mitglied des gemeinschaftlichen Landtags der Herzogtümer Coburg und Gotha. 1857 wurde er Präsident der beiden Landtage und blieb dies bis 1900. 1857 wurde er Justizrat, 1858 Kreisgerichtsvizedirektor, 1865 Kreisgerichtsdirektor und 1879 Präsident des Herzoglichen Landgerichts Gotha. 1867 nahm er am Wartburgfest teil. 1878 wurde ihm der Titel Präsident, 1889 der Titel Geheimer Rat (Justizrat) und später der Titel Exzellenz verliehen. 1900 wurde er pensioniert.

## Auszeichnungen
- Herzoglich Sachsen-Ernestinischer Hausorden, Ritterkreuz 1. Klasse
- Herzoglich Sachsen-Ernestinischer Hausorden, Komturkreuz 2. Klasse
- Herzoglich Sachsen-Ernestinischer Hausorden, Komturkreuz 1. Klasse